# パックスコーポレーション
株式会社パックスコーポレーションは1980年代後半より日本に存在した企業である。バブル景気真っ盛りな頃、テレビコマーシャルも放映していたが、バブル崩壊と同時に会社も消滅した。

## 事業

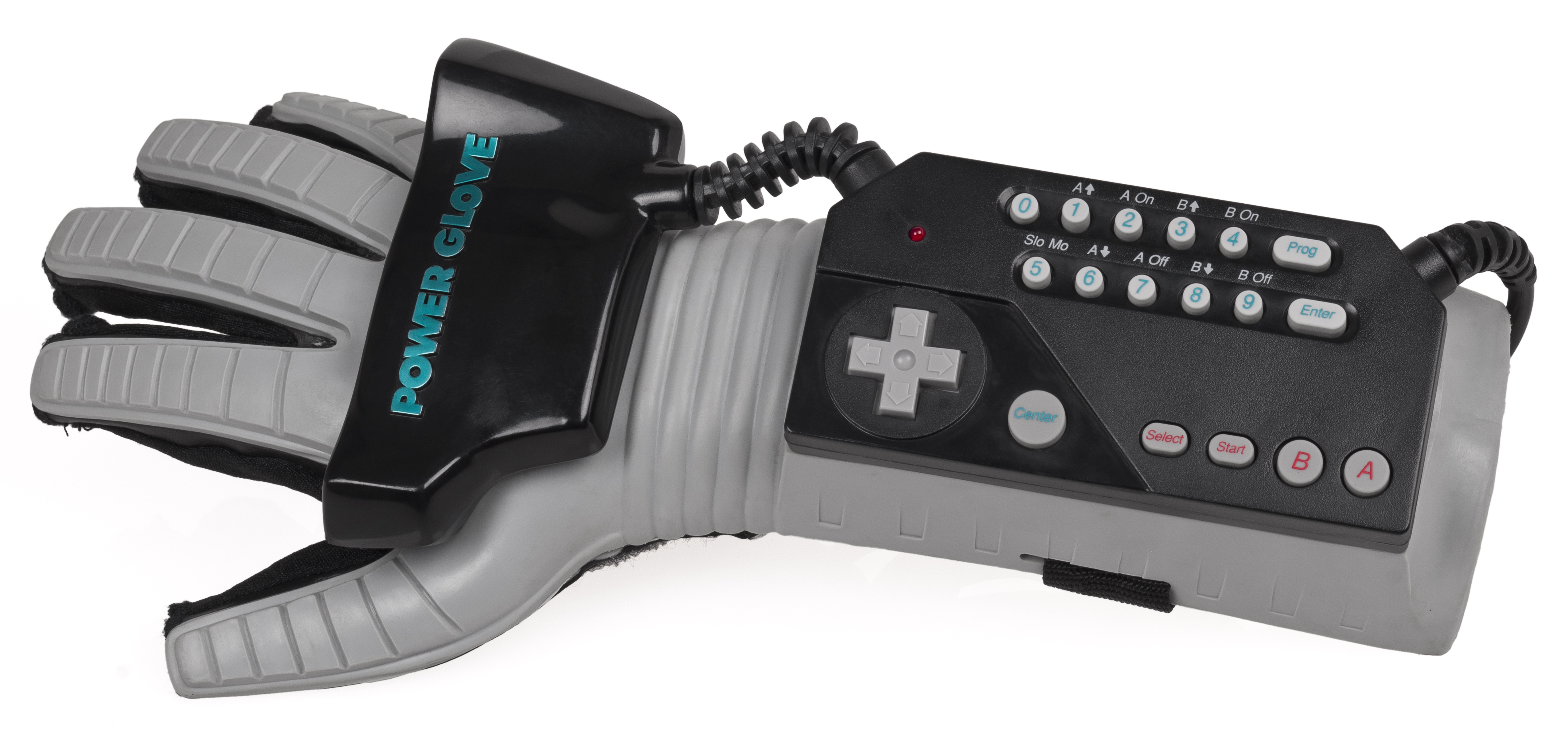
ファミコン用周辺機器、パックス・パワーグローブ

テレビCMでは「パックスのしわざ」として紹介していた。
- ファミコン用周辺機器 - パックス・パワーグローブ（en:Power Glove）の輸入、発売
- 東京・汐留にライブハウスを開設（パックスシアター・サイカ）一筆書きでハートマークの中にト音記号のマークがトレードマーク（ハートビートマーク）
- TBSの宇宙プロジェクトに協賛し、ソビエト連邦のロケットに「PAX」の文字が入れられた。また、1991年夏に宇宙ロケットを打ち上げる計画もあった。

座標: 北緯35度39分39秒 東経139度45分35秒 / 北緯35.660744度 東経139.759843度